# Morella rubra
Morella rubra är en porsväxtart som beskrevs av João de Loureiro. Morella rubra ingår i släktet Morella och familjen porsväxter. Inga underarter finns listade i Catalogue of Life.

## Bildgalleri

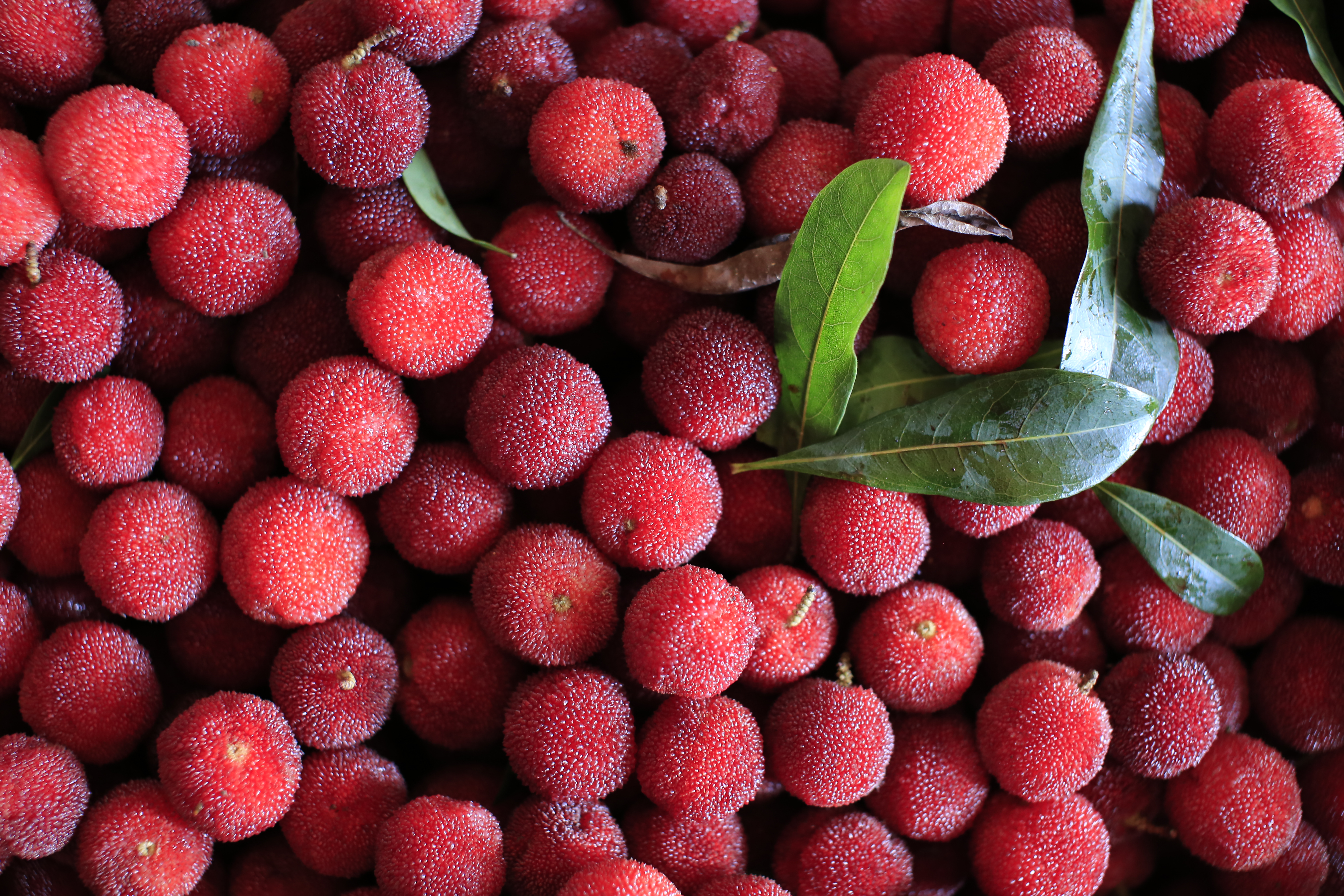
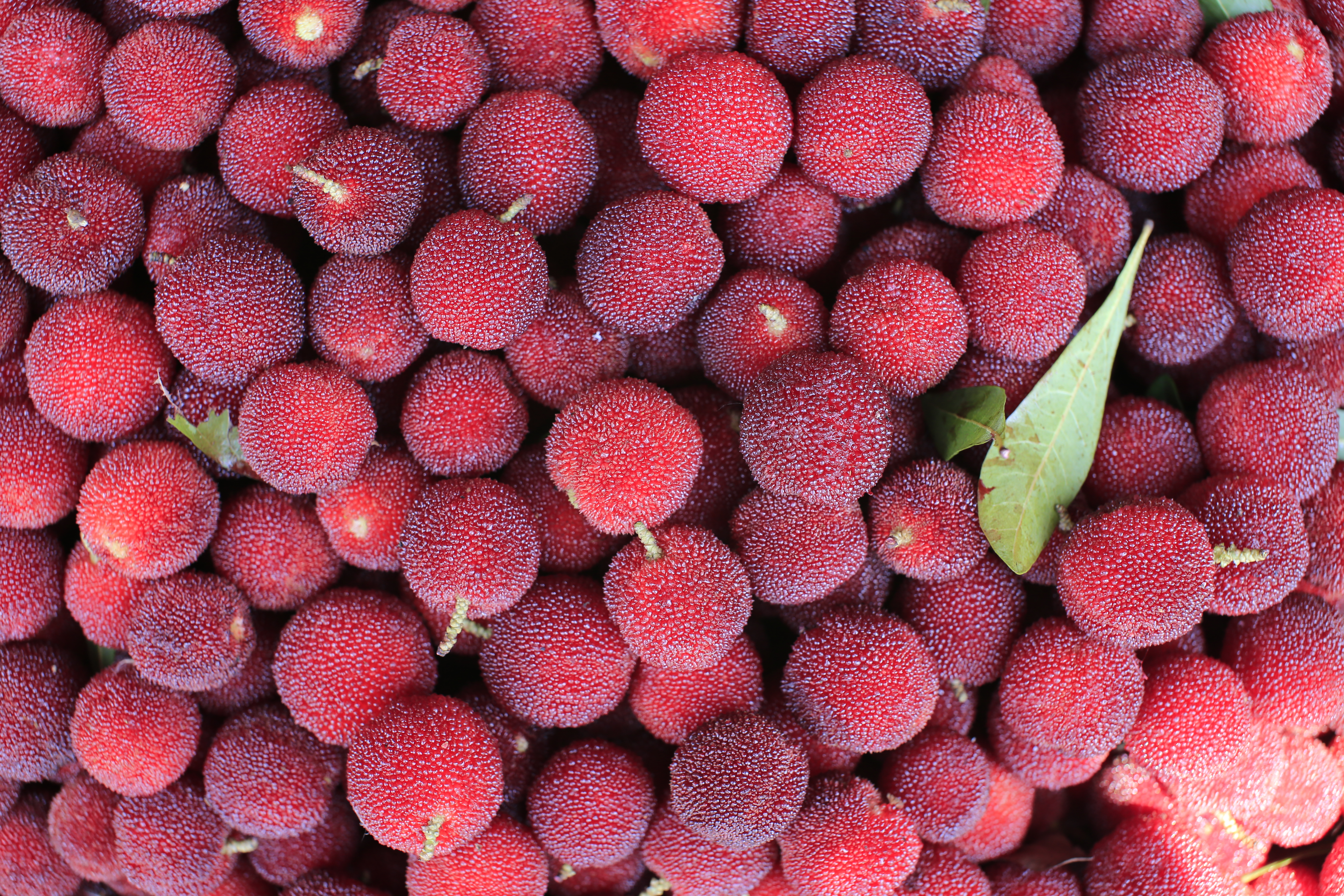
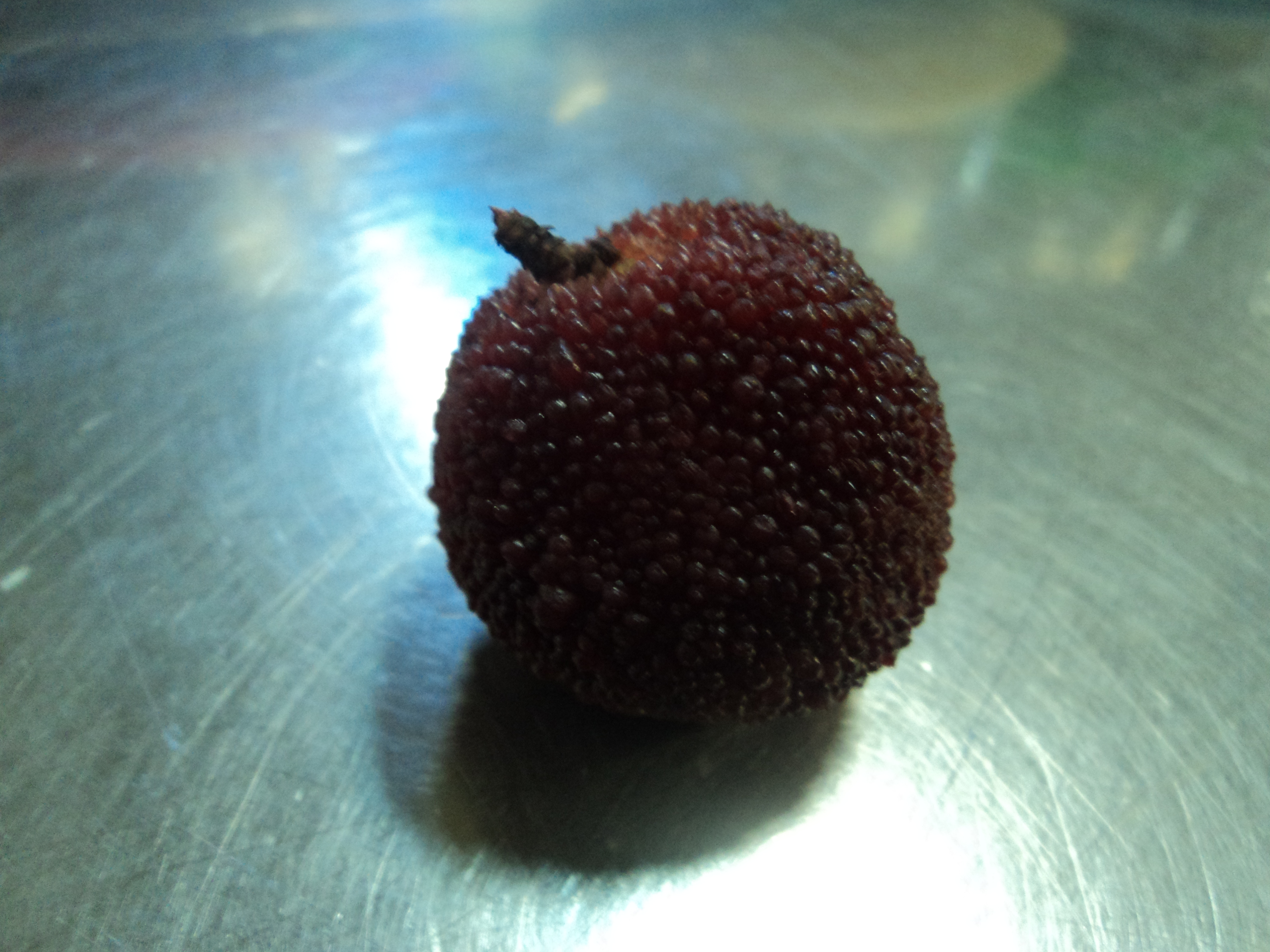
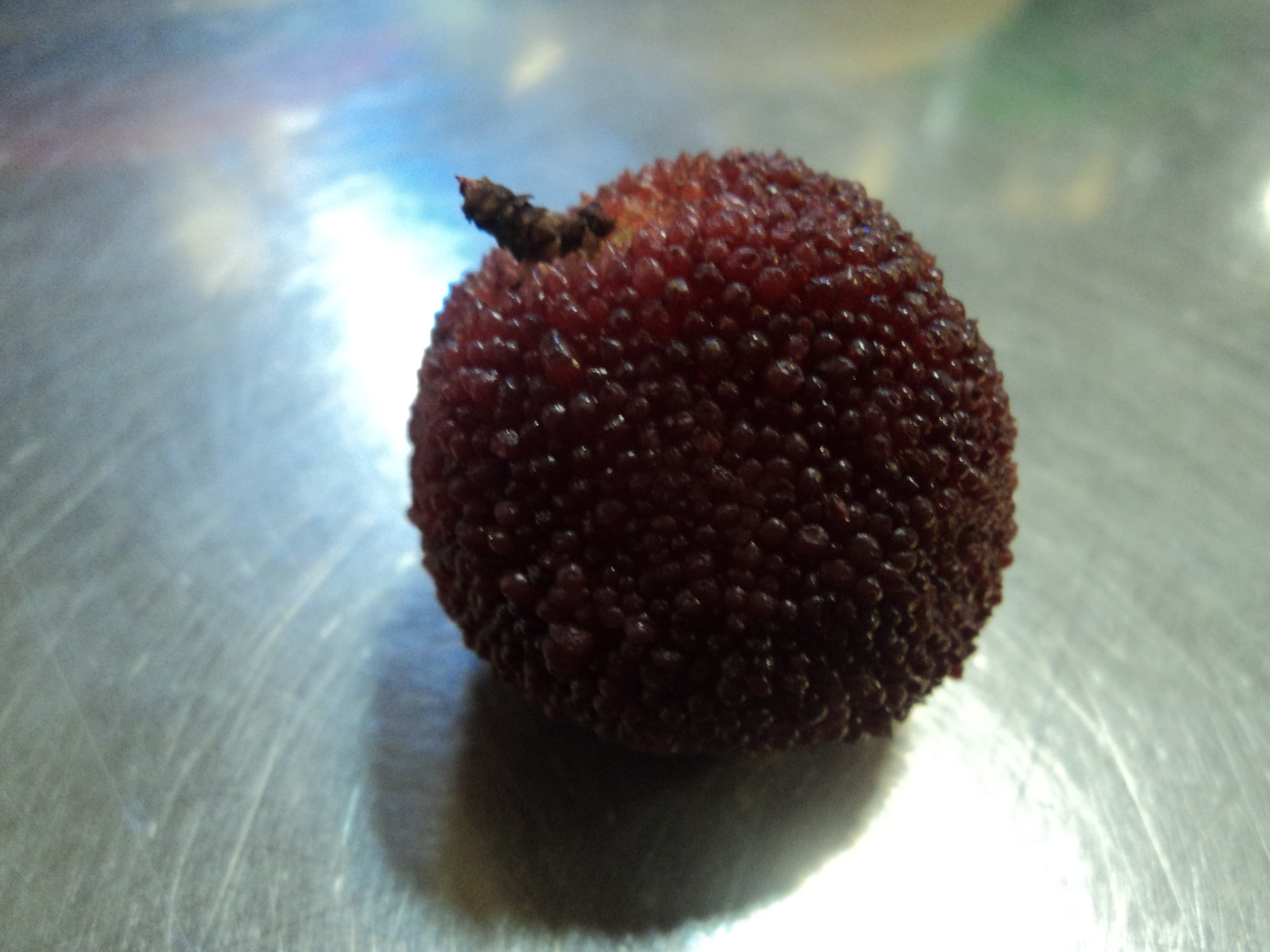
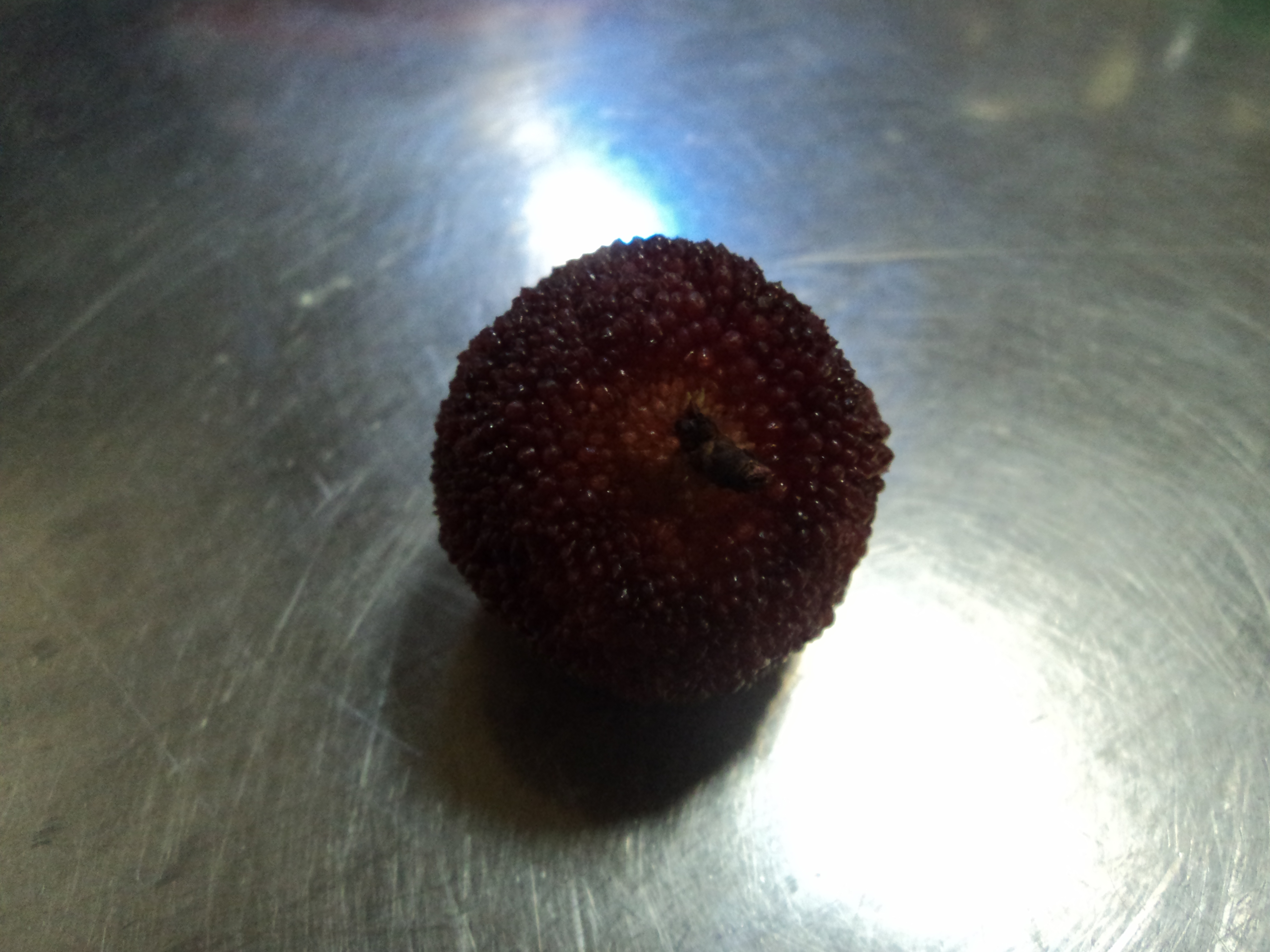
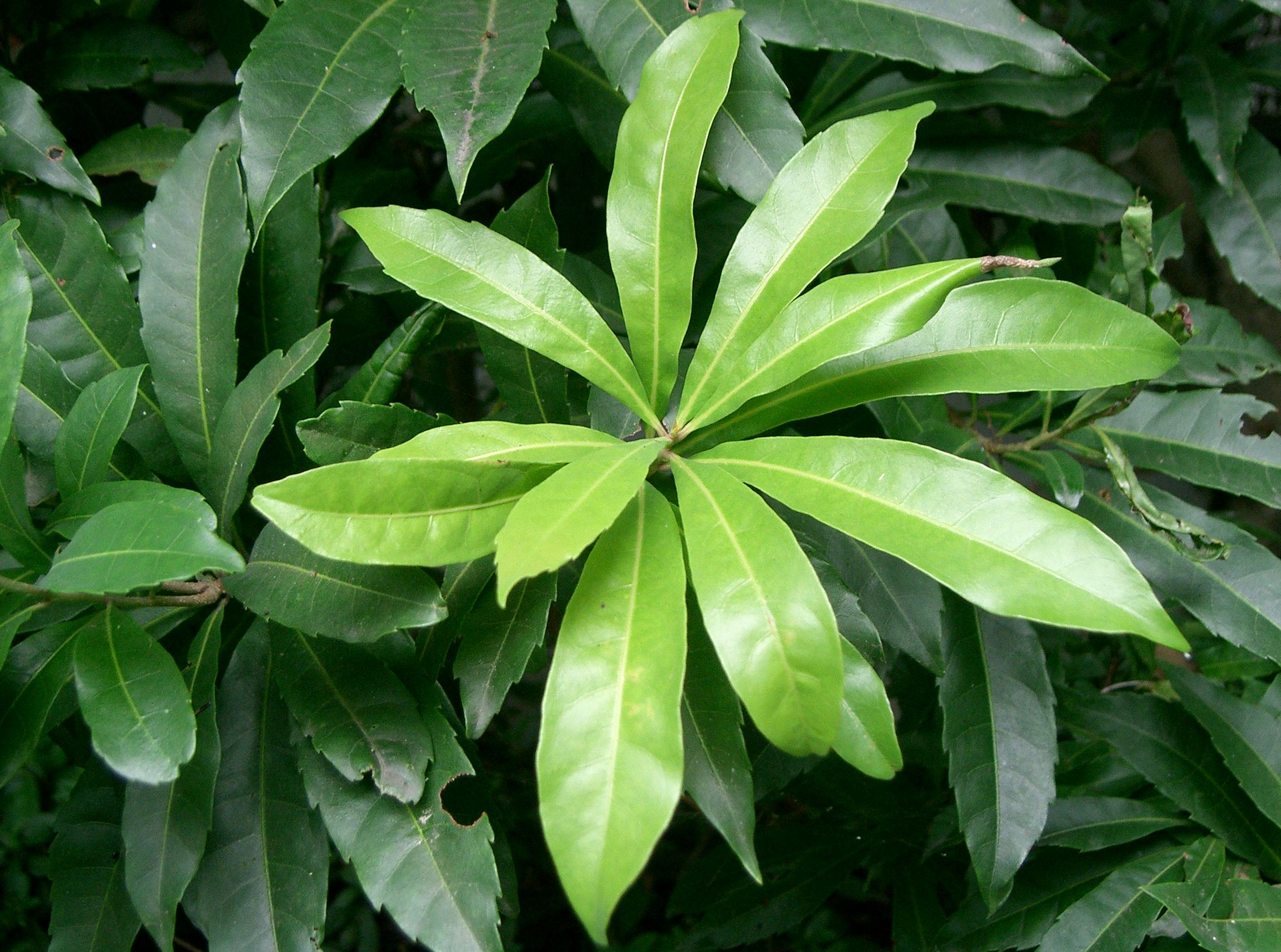